# Trestonia confusa
Trestonia confusa är en skalbaggsart som beskrevs av Dillon 1946. Trestonia confusa ingår i släktet Trestonia och familjen långhorningar.
Artens utbredningsområde är:
- Costa Rica.
- Panama.

Inga underarter finns listade i Catalogue of Life.